# Grapholita
Grapholita is een geslacht van vlinders uit de familie van de bladrollers (Tortricidae). De wetenschappelijke naam is gepubliceerd in 1829 door Georg Friedrich Treitschke.
De typesoort is Pyralis dorsana Fabricius sensu Treitschke, 1829 = Tortrix lunulana Denis & Schiffermuller, 1775

## Soorten
- Grapholita amictana Felder & Rogenhofer, 1875
- Grapholita andabatana
- Grapholita arcia
- Grapholita arcuatana
- Grapholita argyrotorna
- Grapholita astrapephora
- Grapholita atrana
- Grapholita aureolana
- Grapholita auroscriptana
- Grapholita bicincta
- Grapholita bigeminata
- Grapholita biserialis
- Grapholita caecana
- Grapholita callisphena
- Grapholita capitinivana
- Grapholita caudicula
- Grapholita chelias
- Grapholita chrysacrotoma
- Grapholita coeruleosparsa
- Grapholita comanticosta
- Grapholita compositella – Sergeant-majoortje
- Grapholita conciliata
- Grapholita confertana
- Grapholita coronillana
- Grapholita cotoneastri
- Grapholita cyanogona
- Grapholita delineana
- Grapholita diaphorotorna
- Grapholita difficilana
- Grapholita dilectabilis
- Grapholita dimidiata
- Grapholita dimidiatana
- Grapholita dimorpha
- Grapholita discretana – V-haakspiegelmot
- Grapholita dorsana
- Grapholita dysaethria
- Grapholita endrosias
- Grapholita exigua
- Grapholita fimana
- Grapholita fissana
- Grapholita fistularis
- Grapholita gemmiferana – Egaalvlakbladroller
- Grapholita glycyrrhizana
- Grapholita graphologa
- Grapholita gypsothicta
- Grapholita hamatana
- Grapholita harmologa
- Grapholita heptatoma
- Grapholita hieroglyphana
- Grapholita hylophanes
- Grapholita inopinata
- Grapholita internana
- Grapholita ioxesta
- Grapholita isacma
- Grapholita janthinana – Rookkleurige fruitmot
- Grapholita jesonica
- Grapholita jucundata
- Grapholita jungiella – Gerekte haakspiegelmot
- Grapholita krausiana
- Grapholita kurilana
- Grapholita larseni
- Grapholita latens
- Grapholita lathyrana – Oranje spiegelmot
- Grapholita lobarzewskii – Kleine fruitmot
- Grapholita lunulana – Slanke haakspiegelmot
- Grapholita macrodrilus
- Grapholita mesoscia
- Grapholita miranda
- Grapholita moldovana
- Grapholita molesta – Grijze fruitmot
- Grapholita mundana
- Grapholita namatophora
- Grapholita nebritana
- Grapholita nigroliciana
- Grapholita nigrostriana
- Grapholita obliqua
- Grapholita omittana
- Grapholita optica
- Grapholita opulentica
- Grapholita orbiapex
- Grapholita orobana – Brede haakspiegelmot
- Grapholita pallifrontana
- Grapholita patens
- Grapholita praedorsana
- Grapholita prolopha
- Grapholita pycnograpta
- Grapholita rhabdotacra
- Grapholita rosana
- Grapholita schizodelta
- Grapholita scintillana
- Grapholita seclusana
- Grapholita selenana
- Grapholita selliferana
- Grapholita semifusca
- Grapholita siderocosma
- Grapholita simillima
- Grapholita sinana
- Grapholita sporosema
- Grapholita steringus
- Grapholita tenebrosana – Zwarte rozenbladroller
- Grapholita torodelta
- Grapholita tricyanitis
- Grapholita uranatma
- Grapholita valens

### Niet meer in dit geslacht
- Grapholita limbata Diakonoff, 1969 = Thaumatovalva limbata